# Universal Studios Japan
Universal Studios Japan (ユニバーサルスタジオジャパン) è il primo parco Universal aperto in Asia, a Osaka, nel 2001. È uno dei parchi Universal più grandi e visitati nel mondo e possiede anche temi e attrazioni basati su cartoon giapponesi, come Snoopy o il Mago di Oz. Nel 2013 il parco è stato visitato da 10 milioni di persone. La casa di produzione statunitense originariamente aveva in programmava di costruire altri parchi nel continente asiatico, ovvero l'Universal Studios South Korea in Corea del Sud, l'Universal Studios Mosca in Russia, l'Universal Studios Singapore a Singapore e l'Universal Studios Dubailand a Dubai, ma tutti questi progetti sono stati con il tempo cancellati.
Nel 2016 è stato ufficializzato l'accordo da parte di Nintendo e Universal Studios, la quale si è impegnata a realizzare una zona a tema Nintendo presso la parte sud-est del parco, un'area complessiva di 500 acri, per una spesa totale di 40 miliardi di yen. Inizialmente prevista nel 2020, a causa della pandemia di COVID-19, la sua apertura è stata posticipata al 4 febbraio 2021, in occasione delle Olimpiadi estive di Tokyo del 2021.

## Il parco
Tutto il complesso del parco possiede molte attrazioni come quelle dei film Jurassic Park, Lo squalo, Spider Man e molte altre. Particolarmente estese e con discese vertiginose sono le montagne russe chiamate Hollywood Dream: The Ride. Oltre alle attrazioni classiche di un parco di divertimenti vengono offerti al pubblico spettacoli musicali, parate ecc. Inoltre si trovano statue, ristoranti, negozi e laghetti. Nelle varie sezioni in cui si suddivide, l'ambientazione e l'architettura sono di tipo tematico. Il parco è uno dei più visitati di tutto il Giappone.

## Curiosità
- Nel parco vi è il Visitor Center di Jurassic Park che è un ristorante. Negli altri parchi il Visitor Center è un ristorante e un museo.
- Nel parco le attrazioni di Snoopy sono presenti solo in questo parco Universal.
- Durante il terremoto del Giappone del 2011 il parco non ha subito danni o problemi tecnici.
- Il 27 febbraio 2020, la Universal Studios Japan annunciò la chiusura del parco fino al 31 maggio, per combattere la pandemia di COVID-19.

## Accesso
Il parco si trova nel quartiere Konohana-ku, alla periferia occidentale di Osaka vicino al porto. Oltre che dagli autobus pubblici, è servito dalla linea Sakurajima delle ferrovie West Japan Railway Company, che parte dalla stazione di Nishikujō della linea Circolare di Ōsaka. La fermata da cui scendere è la stazione di Universal City.

## Attrazioni

### Hollywood
- Shrek's 4-D Adventure
- Sesame Street 4-D Movie Magic
- Universal Monsters Live Rock and Roll Show
- Animation Celebration 3D
- Hollywood Dream: The Ride
- Space Fantasy: The Ride
- Magical Starlight Parade
- Fantastic World

### San Francisco
- Back to the Future The Rides
- Backdraft

### Jurassic Park
- Jurassic Park The Ride

### Snoopy Studios
- Snoopy's Great Race
- Peppermint Patty's Stunt Slide
- The Flying Snoopy

### Hello Kitty Fashion Avenue
- Hello Kitty's Cupcake Dream

### Sesame Street Fun Zone
- Elmo's Bubble Bubble
- Abby's Magical Party
- Moppy's Lucky Dance Party
- Big Bird's Big Nest
- Grover's Construction Company
- Bert and Ernie's Wonder-The Sea
- Sesame's Big Drive
- Elmo's Go-Go Skateboard
- Abby's Magical Tree
- Moppy's Balloon Trip
- Water Garden
- Cookie Monster Slide
- Ernie's Rubber Duckie Race
- Elmo's Little Drive
- Big Bird's Big Top Circus

### Lagoon
- Peter Pan's Neverland

### WaterWorld
- Waterworld: A Live Sea War Spectacular

### Amity Village
- Jaws

### The Wizarding World of Harry Potter
- Flight of the Hippogriff
- Harry Potter and the Forbidden Journey

### Super Nintendo World
- Mario Kart: Koopa's Challenge
- Yoshi's Adventure
- Power-Up Band Key Challenges